# Roundabout
"Roundabout" – pierwszy utwór z płyty Fragile brytyjskiego progresywnego zespołu Yes. Został napisany przez wokalistę Jona Andersona oraz Steve'a Howe'a. W styczniu 1972 roku utwór został wydany na singlu z "Long Distance Runaround" na stronie B, i stał się jednym z najbardziej znanych dzieł zespołu.